# Front d'Alliberament d'Azània
El Front d'Alliberament d'Azània (Azania Liberation Front, ALF) fou una organització d'alliberament nacional dels negres del sud del Sudan. El seu nom Azània li fou donat perquè era el nom amb què grecs i romans designaven als països situat a l'Àfrica al sud de Núbia.
Es va formar després del febrer de 1965 quan la Sudan African National Union (SANU) es va dividir en dos sectors, l'interior dirigit per William Deng Nhial, que a la taula rodona de Khartum sobre el problema del Sud del Sudan va renunciar al dret d'autodeterminació; i la SANU exterior dirigida per Aggrey Jaden, que es van exiliar a Kampala (Uganda). El novembre de 1964 Joseph Oduho, el primer president de la SANU, després de perdre la presidència enfront de Jaden s'havia separat de l'organització. El març de 1965 Oduho va formar la seva pròpia organització, el Front d'Alliberament d'Azània, i llavors Jaden va canviar de nom la SANU-exterior a Front d'Alliberament Africà del Sudan. El juny les dues faccions van acordar aliar-se i a final del 1965 es va restablir la unitat sota el nom de Front d'Alliberament d'Azania amb Oduho de president (per ser més conegut a l'exterior) i Aggrey Jaden de vicepresident. Es va decidir traslladar-se a l'interior i organitzar una branca política i el 1967 es va crear el Govern Nacional Provisional del Sud del Sudan (15 d'agost de 1967).
El 15 d'agost de 1967 va constituir un anomenar Govern Provisional del Sud del Sudan, SSNPG (1967-1969) presidit per Aggrey Jaden, que va donar pas (març de 1969) al govern provisional de l'Estat del Nil. Posteriorment va tenir enfrontaments i reconciliacions amb les forces Anyanya de Lagu que el 1969 va crear el seu propi grup polític, la Anyanya National Organization després (1970) Front d'Alliberament del Sudan del Sud (Lagu preferia el primer nom).
Tant el govern provisional com el Front d'Alliberament d'Azània es van dissoldre formalment el juliol de 1970 i el 1971 es van integrar, junt amb el Front d'Alliberament del Sudan del Sud, els Anya-Anya i altres grups en la nova organització Moviment d'Alliberament del Sud del Sudan, que va incloure a la pràctica totalitat d'organitzacions i polítics del sud.
La seva bandera fou de tres franges horitzontals, la superior i inferior vermelles i estretes, i la central negre (tres vegades la mesura d'una de vermella); una fimbriació blanca separava el negre del vermell.